# Abfall-Zwischenlager Biblis 2
Das Abfall-Zwischenlager Biblis 2 (AZB 2; ehemals LAW-Lager 2 Biblis) ist ein Lager für schwach- und mittelradioaktive Abfälle am Standort des Kernkraftwerks Biblis.

## Geschichte
Die Genehmigung für das Lager wurde durch RWE am 16. Januar 2013 beantragt und am 5. November 2015 (nach § 64 HBO) und am 5. April 2016 (nach § 7 StrlSchV) erteilt. Der Baubeginn erfolgte Anfang Oktober 2016 und im Jahr 2018 wurde das Lager in Betrieb genommen. Seit dem 1. Januar 2020 ist die BGZ Gesellschaft für Zwischenlagerung die Betreibergesellschaft des AZB 2.
Die Genehmigung ist unbefristet.

## Daten
Das Lager ist etwa 109 m lang, 28 m breit und 17 m hoch und für ein Aktivitätsinventar von bis zu 2 × 1017 Bq genehmigt.